# Суваја (Варварин)
Суваја је насеље у Србији у општини Варварин у Расинском округу. Према попису из 2022. било је 29 становника (према попису из 1991. било је 495 становника).

## Порекло становништва
У селу је 1905. године било 5 породица са 52 куће.
Садашње је село овде тек од 1875. године, а пре тога је било у Избеничком Потоку, више Избенице, на месту званом Ћелије, где су се данашњи становници овога села доселили око 1820. године из Румуније. Сељаци говоре влашки. У околини их зову Ромима, а Власи у Крајини зову их Рударима. (подаци датирају из 1905. године

## Демографија
У насељу Суваја живи 109 пунолетних становника, а просечна старост становништва износи 41,3 година (36,6 код мушкараца и 45,9 код жена). У насељу има 57 домаћинстава, а просечан број чланова по домаћинству је 2,61.
Ово насеље је великим делом насељено Србима (према попису из 2002. године).
|  |

| Демографија | Демографија | Демографија |
| Година      | Становника  | Становника  |
| ----------- | ----------- | ----------- |
| 1948.       | 450         |             |
| 1953.       | 331         |             |
| 1961.       | 606         |             |
| 1971.       | 800         |             |
| 1981.       | 1.033       |             |
| 1991.       | 495         | 100         |
| 2002.       | 149         | 751         |

| Етнички састав према попису из 2002.‍ | Етнички састав према попису из 2002.‍ | Етнички састав према попису из 2002.‍ | Етнички састав према попису из 2002.‍ | Етнички састав према попису из 2002.‍ |
| ------------------------------------ | ------------------------------------ | ------------------------------------ | ------------------------------------ | ------------------------------------ |
|                                      |                                      |                                      |                                      |                                      |
| Срби                                 | Срби                                 |                                      | 137                                  | 91,94%                               |
| Румуни                               | Румуни                               |                                      | 1                                    | 0,67%                                |
| Бугари                               | Бугари                               |                                      | 1                                    | 0,67%                                |
| непознато                            | непознато                            |                                      | 10                                   | 6,71%                                |

| Година пописа     | 1948. | 1953. | 1961. | 1971. | 1981. | 1991. | 2002. |
| ----------------- | ----- | ----- | ----- | ----- | ----- | ----- | ----- |
| Број домаћинстава | 90    | 60    | 125   | 150   | 197   | 110   | 57    |

| Број чланова      | 1  | 2  | 3 | 4 | 5 | 6 | 7 | 8 | 9 | 10 и више | Просек |
| ----------------- | -- | -- | - | - | - | - | - | - | - | --------- | ------ |
| Број домаћинстава | 21 | 17 | 5 | 5 | 4 | 1 | 1 | 1 | 2 | 0         | 2,61   |

| Пол    | Укупно | Неожењен/Неудата | Ожењен/Удата | Удовац/Удовица | Разведен/Разведена | Непознато |
| ------ | ------ | ---------------- | ------------ | -------------- | ------------------ | --------- |
| Мушки  | 53     | 12               | 28           | 2              | 4                  | 7         |
| Женски | 65     | 6                | 22           | 14             | 7                  | 16        |
| УКУПНО | 118    | 18               | 50           | 16             | 11                 | 23        |

| Пол    | Укупно                    | Пољопривреда, лов и шумарство | Рибарство                            | Вађење руде и камена | Прерађивачка индустрија       |
| ------ | ------------------------- | ----------------------------- | ------------------------------------ | -------------------- | ----------------------------- |
| Мушки  | 7                         | 5                             | 0                                    | 0                    | 0                             |
| Женски | 1                         | 0                             | 0                                    | 0                    | 0                             |
| УКУПНО | 8                         | 5                             | 0                                    | 0                    | 0                             |
| Пол    | Производња и снабдевање   | Грађевинарство                | Трговина                             | Хотели и ресторани   | Саобраћај, складиштење и везе |
| Мушки  | 0                         | 0                             | 0                                    | 0                    | 0                             |
| Женски | 0                         | 0                             | 0                                    | 0                    | 0                             |
| УКУПНО | 0                         | 0                             | 0                                    | 0                    | 0                             |
| Пол    | Финансијско посредовање   | Некретнине                    | Државна управа и одбрана             | Образовање           | Здравствени и социјални рад   |
| Мушки  | 0                         | 0                             | 0                                    | 0                    | 0                             |
| Женски | 0                         | 0                             | 0                                    | 0                    | 0                             |
| УКУПНО | 0                         | 0                             | 0                                    | 0                    | 0                             |
| Пол    | Остале услужне активности | Приватна домаћинства          | Екстериторијалне организације и тела | Непознато            | Непознато                     |
| Мушки  | 0                         | 0                             | 0                                    | 2                    | 2                             |
| Женски | 0                         | 0                             | 0                                    | 1                    | 1                             |
| УКУПНО | 0                         | 0                             | 0                                    | 3                    | 3                             |